# UIMA
UIMA（全称Unstructured Information Management Architecture，即非结构化信息管理架构）于2009年3月作为OASIS标准，是一个组件化的软件架构，用于分析同终端用户相关联的大容量非结构化信息。